# Чкаловское сельское поселение (Кемеровская область)
Чкаловское сельское поселение — упразднённое муниципальное образование в составе Ленинск-Кузнецкого района Кемеровской области. Административный центр — посёлок Чкаловский.

## Географическое положение территории
Общая площадь территории — 24215,9 га. В том числе: сельскохозяйственных угодий — 23099,4 га.
Населённые пункты Чкаловской сельской территории расположены на территории Кузнецкой котловины в бассейне реки Камышанки, в 100 км от областного центра в г. Кемерово и в 15 км от районного центра г. Ленинск-Кузнецкого.
Рельеф равнинно-холмистый, относится к подзоне степного ядра Кузнецкой котловины.
По агроклиматическому районированию, относится к умеренно тёплому, недостаточно увлажнённому району. Климат резко континентальный с довольно жарким летом, холодной и продолжительной зимой. Среднегодовая температура воздуха + 0, 4 °C; среднегодовое количество осадков 364 мм.
На территории произрастают: берёза, осина, тополь, сосна, ель, черёмуха, тальник, рябина, смородина. Травянистая растительность представлена осоково-злаковым разнотравьем, встречается тысячелистник, подорожник, бобовые.
Основными представителями животного мира являются: лоси, косули, барсуки, зайцы, лисы, волки. Птицы, имеющие промысловое значение, представлены кряквой и другими видами уток; водятся глухарь, тетерев, куропатка.

## Историко-топографическая справка
Чкаловское сельское поселение образовано 17 декабря 2004 года в соответствии с Законом Кемеровской области № 104-ОЗ.
- п. Чкаловский возник после 1917 года и назван в честь известного лётчика В. П. Чкалова.
- д. Возвышенка расположена на незначительной возвышенности, что и послужило основанием для названия.
- п. Красная Горка до 1962 г. имел название «Ферма № 2 совхоза им. Чкалова». Новое название получило по традициям тех лет, тяготевшим к красному цвету.
- д. Новопокасьма расположена на реке Касьма, название деревни определили крестьяне-переселенцы. До 1917 года входила в состав Касьминской волости Кузнецкого уезда Томской губернии.
- п. Новогородец— до приезда в Сибирь, крестьяне-основатели проживали в Европейской части в селе Городец. В память о нём названо новое место проживания.
- п. Ракитный основан в советское время; образован от устаревшего названия ивы «ракиты», в окрестностях посёлка этот кустарник растет в изобилии.
- п. Мирный — название получено в 1961 году в связи с 15-летием Победы над фашистской Германией в годы Великой Отечественной войны (1941—1945 гг.) До 1924 года принадлежал конезаводчику из Томска. В 1930 году посёлок становится фермой совхоза № 208.

## Население
| 2010  | 2011  | 2012  | 2013  | 2014  | 2015  | 2016  |
| ----- | ----- | ----- | ----- | ----- | ----- | ----- |
| 2625  | ↘2622 | ↘2588 | ↗2591 | ↘2561 | ↘2506 | ↘2456 |
| 2017  | 2018  | 2019  |       |       |       |       |
| ↘2442 | ↘2401 | ↘2323 |       |       |       |       |

## Состав
| № | Населённый пункт | Тип населённого пункта          | Население |
| - | ---------------- | ------------------------------- | --------- |
| 1 | Возвышенка       | деревня                         | 324       |
| 2 | Красная Горка    | посёлок                         | 163       |
| 3 | Мирный           | посёлок                         | 785       |
| 4 | Новогородец      | посёлок                         | 436       |
| 5 | Новопокасьма     | деревня                         | 304       |
| 6 | Ракитный         | посёлок                         | 155       |
| 7 | Чкаловский       | посёлок, административный центр | 458       |

## Сельское хозяйство
Сельхозпредприятия Чкаловской сельской территории развивают основные производственные отрасли: растениеводство, животноводство. К ним относятся: ООО СХО «Заречье» отделение Возвышенка, научный участок КемНИИСХ отделение п. Мирный, 4 фермерских хозяйства.
На предприятиях сельского хозяйства трудятся 213 человек.
За 2009 год засеянных площадей зерновыми культурами было 9,6 тыс. га. — 11,6 % от общей площади зерновых в районе. По итогам уборочной кампании урожайность зерновых в среднем составила 23 ц. с га. Кроме того, коллектив отделения Возвышенка ООО СХО «Заречье», наряду с другими пятью сельхозпредприятиями района намолотили более 10 тыс. т. зерна.

## Промышленное производство
На территории Чкаловского муниципального образования с 3 квартала 2008 года в п. Новогородец введена в эксплуатацию ЗАО «Ш.Костромовская», добыча которой составила за 2009 г. 1 млн. 085 тыс. т. угля, за январь 2010 г. — 200 тыс.т. Шахта является основным источником пополнения доходной части бюджета территории.

## Образование и культура
Образовательные услуги на территории предоставляют 2 школы — Чкаловская и Мирновская, имеющие статус основной. Дошкольных учреждений 3 единицы.
На территории Чкаловского муниципального образования 10 учреждений культурно-досугового типа. К ним относятся: РДК, ДК, 3 сельских клуба, 4 библиотеки, филиал музыкальной школы «Детской школы искусств».